# Grottensalamanders
Grottensalamanders (Hydromantes) zijn een geslacht van salamanders uit de familie longloze salamanders of Plethodontidae.

## Naamgeving
De groep werd voor het eerst wetenschappelijk beschreven door Johannes von Nepomuk Franz Xaver Gistel in 1848. Later werd groep beschreven als Hydromantoides. Lange tijd werd de geslachtsnaam Speleomantes gebruikt, maar deze is verouderd. Alleen de Europese soorten worden tegenwoordig tot het geslacht Speleomantes gerekend.

## Uiterlijke kenmerken
De verschillende soorten worden ongeveer elf tot twaalf centimeter lang. De poten dragen zwemvliezen, die echter voornamelijk dienen om tegen grotwanden omhoog te klimmen in plaats van om te zwemmen. Alle soorten hebben een bruine kleur met kleine vlekjes die zowel lichter als donkerder kunnen zijn als de basiskleur.

## Verspreiding en habitat
Er zijn drie soorten, die allemaal voorkomen in de Verenigde Staten en endemisch leven in de staat Californië. Alle soorten zijn bewoners van grotten. Twee van de drie soorten zijn aangetroffen op een hoogte van 300 tot maximaal 910 meter boven zeeniveau. De Mount Lyell-grottensalamander (Hydromantes platycephalus) is meer een bergbewoner die voorkomt op een hoogte van 1220 tot 3660 meter.

## Taxonomie
Geslacht Hydromantes
- Soort Hydromantes brunus
- Soort Hydromantes platycephalus – Mount Lyell-grottensalamander
- Soort Hydromantes shastae